# Missy Elliott
Melissa Arnette Elliott (Portsmouth, Virginia; 1 de julio de 1971) conocida como Missy Elliott, es una rapera, cantante, productora y compositora estadounidense. Comenzó su carrera musical con el grupo femenino de R&B Sista a principios y mediados de la década de los 90s, y más tarde se convirtió en miembro del colectivo Swing Mob junto con su amigo de la infancia, y colaborador durante un prolongado tiempo, Timbaland, con quien trabajó en proyectos para varios artistas estadounidenses de R&B como Aaliyah, 702, Total y SWV. Tras varias colaboraciones y apariciones como invitada, lanzó su carrera en solitario el 15 de julio de 1997, con su álbum debut Supa Dupa Fly, del que salió el sencillo «Sock It 2 Me», que alcanzó el top 20 en ventas. El álbum debutó en el número tres de la lista Billboard 200, lo que marcó el mayor debut de una rapera en aquel momento.
Su segundo álbum titulado Da Real World, salió a la venta el 22 de junio de 1999, y produjo los sencillos «She's A Bitch», «All N My Grill» y el hit «Hot Boyz», que ingresó al top 5 del Billboard Hot 100. Además, la versión remix de «Hot Boyz» rompió el récord de mayor cantidad de semanas en el número uno del Hot R&B Songs y Rap Songs de Billboard. Con el lanzamiento de Miss E... So Addictive, Under Construction y This Is Not a Test en 2001, 2002 y 2003, respectivamente, estableció para Elliott una carrera internacional, produciendo éxitos como «Get Your Freak On», «One Minute Man», «4 My People», «Gossip Folks» y «Work It». Este último, ganó un premio Grammy a la mejor interpretación femenina de rap en solitario.
Elliott llegó a ganar cuatro premios Grammy y vendió 30 millones de discos en Estados Unidos. Es además la mujer rapera más vendidas en la historia de Nielsen Music, según Billboard. En 2019, lanzó su primer extended play, titulado Iconology, y en el mismo año se convirtió en la primera mujer rapera incluida en el Salón de la Fama de los Compositores. También recibió el premio MTV Michael Jackson Video Vanguard Award en los MTV Video Music Awards por su impacto en el panorama de los vídeos musicales. En 2020, Billboard la situó en el número cinco de los 100 mejores artistas con vídeos musicales de todos los tiempos.

## Biografía

### 1996-98:Supa Dupa Fly
Después de su salida de la banda, Elliott y Timbaland trabajaron juntos como un equipo de composición/producción, así como en la elaboración de pistas para artistas incluyendo SWV y 702, pero el más notable de ellos fue Aaliyah. La pareja produjo y escribió nuevas pistas para el segundo álbum de Aaliyah, One in a Million (1996), entre ellos los sencillos «If Your Girl Only Knew», «One in a Million», «Hot Like Fire» y «4 Page Letter». Elliott contribuyó con coros y rap invitados en casi todos los temas en los que ella y Timbaland trabajaron. «One in a Million» fue certificado doble platino e hizo que ambos se consolidaran como un dúo de estrellas de producción. Elliott y Timbaland continuaron trabajando juntos para otros artistas, más tarde crearon éxitos como «What About Us?» de Total en 1997, «Make It Hot» de Nicole Wray en 1998, «Get on the Bus» de Destiny's Child también en 1998, así como un exitoso tema final para Aaliyah «I Care 4 You» antes de su muerte en 2001. Elliott comenzó su carrera como vocalista (rapera más específicamente) con una colaboración con Diddy para los remixes de «The Things That You Do» (en el vídeo musical aparece un cameo de Diddy y el legendario The Notorious B.I.G.), entre otros raps invitados de su vocalización. Se esperaba que Elliott firmara para la discográfica "Bad Boys Records". En cambio, ella firmó un contrato con East West Records, una división de Elektra Entertainment Group en aquel momento, en 1996 para crear su propio sello, el Goldmind Inc., para la que grabaría como solista. Timbaland fue reclutado otra vez como su socio de producción, un papel que él sostendría en la mayor parte de los trabajos individuales que Elliott lanzaría.
En medio de un período ocupado haciendo apariciones y escribiendo para otros artistas, el álbum debut de Elliott, Supa Dupa Fly, fue lanzado a mediados de 1997; del cual se desprendió el éxito «The Rain», que llevó el álbum a recibir certificación platino. El éxito también se pudo ver en el resultado de los vídeos musicales que la rapera creaba en versiones solistas que habían sido dirigidos por Harold "Hype" Williams, quien ha creado muchos vídeos de Hip hop revolucionario en el tiempo. En 1998, el álbum fue nominado a la 40 entrega anual de los Premios Grammy en la categoría Mejor Álbum de Rap, sin embargo el gramófono lo ganó No Way Out de Diddy. Elliott es una de la únicas tres raperas en ser nominada a esa categoría con su álbum debut (las otras son Nicki Minaj con su álbum Pink Friday que fue nominado en 2012 e Iggy Azalea con su álbum The New Classic en 2015). En el mismo año, Elliott actuó en vivo en los MTV Video Music Awards para interpretar la remezcla del tema «Ladie Night» junto a su colega, la rapera Lil' Kim y con sus compañeras de rap Da Brat, Angie Martinez, y la integrante del grupo TLC, Lisa Lopes. En 1998, Elliott continuó su exitosa carrera con un escritor y productor para «Trippin» de Total, así como para trabajar en otros artistas de R&B y Hip hop. Elliott escribió y produjo dos pistas para el álbum de Whitney Houston My Love Is Your Love (1998), acompañado de cameos vocales en «In My Business» y «Oh Yes». Elliott también produjo e hizo una aparición en el sencillo debut solo de Melanie Brown, «I Want You Back», que remató en los listados musicales del Reino Unido.

## Filantropía
En 2002, Elliott envió una carta en nombre de PETA al entonces alcalde de su ciudad nata, Portsmouth (Virginia), en la que pedía que todos los animales de refugios fueran castrados o esterilizados con anterioridad a ser adoptados. Durante su participación en el reality show The Road to Stardom, organizó un concurso para que los espectadores crearan un anuncio de servicio público para la fundación Break The Cycle.
En 2004, se unió a MAC Cosmetics para promover su campaña "Viva Glam". Además de la campaña publicitaria, Elliott promocionó la barra de labios Viva Glam V de MAC, cuya venta se destina en un 100% a la fundación de MAC contra el sida.
En 2007, Elliott apareció en el programa de ABC, Extreme Makeover, donde concedió cuatro becas para un programa de pérdida de peso a cuatro adolescentes sin recursos.

## Discografía

### Álbumes de estudio
- Supa Dupa Fly (1997)
- Da Real World (1999)
- Miss E... So Addictive (2001)
- Under Construction (2002)
- This Is Not a Test! (2003)
- The Cookbook (2005)

### EP
- Iconology (2019)

### Álbumes recopilatorios
- Respect M.E. (2006)